# Auguste de Tallenay
Marquis Auguste-Bonaventure de Tallenay (* 1795 in Besançon; † 1863 in München) war ein französischer Diplomat. 

## Leben
Tallenay stammte aus einer ostfranzösischen Adelsfamilie und durchlief ab 1828 eine diplomatische Laufbahn als Legationssekretär an den Gesandtschaften in Stockholm, Brüssel und Rom. Im Oktober 1838 wurde er zum französischen Ministerresidenten bei den Hansestädten mit Sitz in Hamburg ernannt; ab 1845 in Titel und Rang eines außerordentlichen Gesandten und bevollmächtigten Ministers.
Unter Außenminister Alphonse de Lamartine wurde er am 14. April 1848 von der provisorischen französischen Regierung der Zweiten Republik zum Botschafter an den Hof von St. James in London bestellt, jedoch von britischer Seite nicht akkreditiert. Im August 1848 wurde Tallenay schließlich zum französischen Gesandten beim Deutschen Bundestag in Frankfurt am Main versetzt, wo er jedoch vom 5. September 1848 bis 20. Dezember 1849 den Posten des französischen Gesandten beim neu entstandenen, kurzlebigen Deutschen Bundesstaat von 1848/1849 übernahm. Er blieb als Gesandter beim Deutschen Bund, nach dessen Restauration, bis 1855.